# Saint-Joseph-du-Lac
Saint-Joseph-du-Lac, antiguamente Patronage-de-Saint-Joseph, es un municipio perteneciente a la provincia de Quebec en Canadá. Es ubicado en la municipio regional de condado de Deux-Montagnes en la región administrativa de Laurentides.

## Geografía

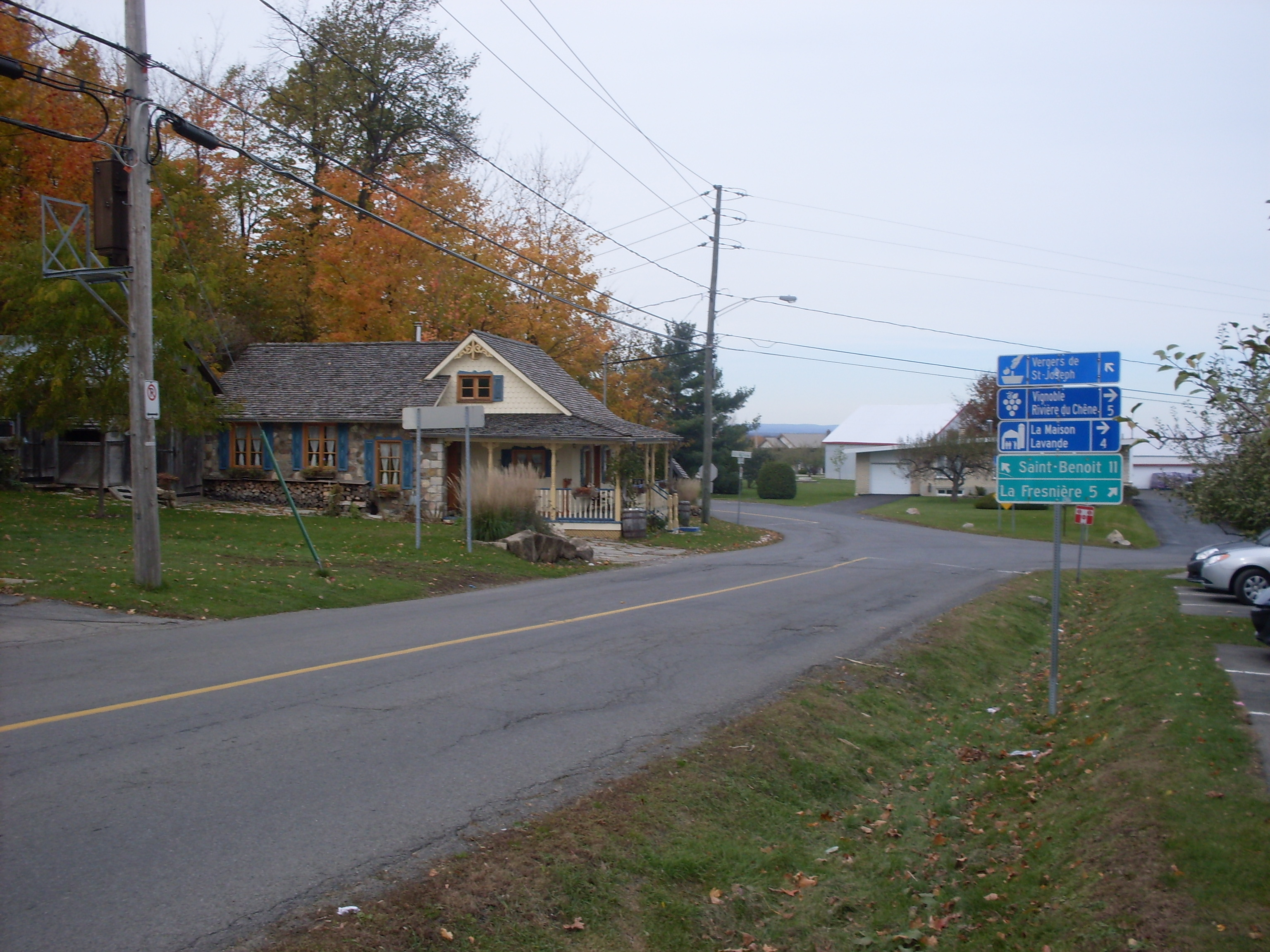
Casa sobre el Chemin Principal

Saint-Joseph-du-Lac se encuentra en la planicie del San Lorenzo cerca el lago de las Dos Montañas, en la ladera de las colinas de Oka. Limita al norte con Mirabel, al noreste con Saint-Eustache y Sainte-Marthe-sur-le-Lac, al sureste con Pointe-Calumet, y al suroeste con Oka. Su superficie total es de 41,75 km², de los cuales 41,39 km² son tierra firme.

## Urbanismo
Un gran parte del territorio está cubierto por vergeles de manzanos.

## Historia

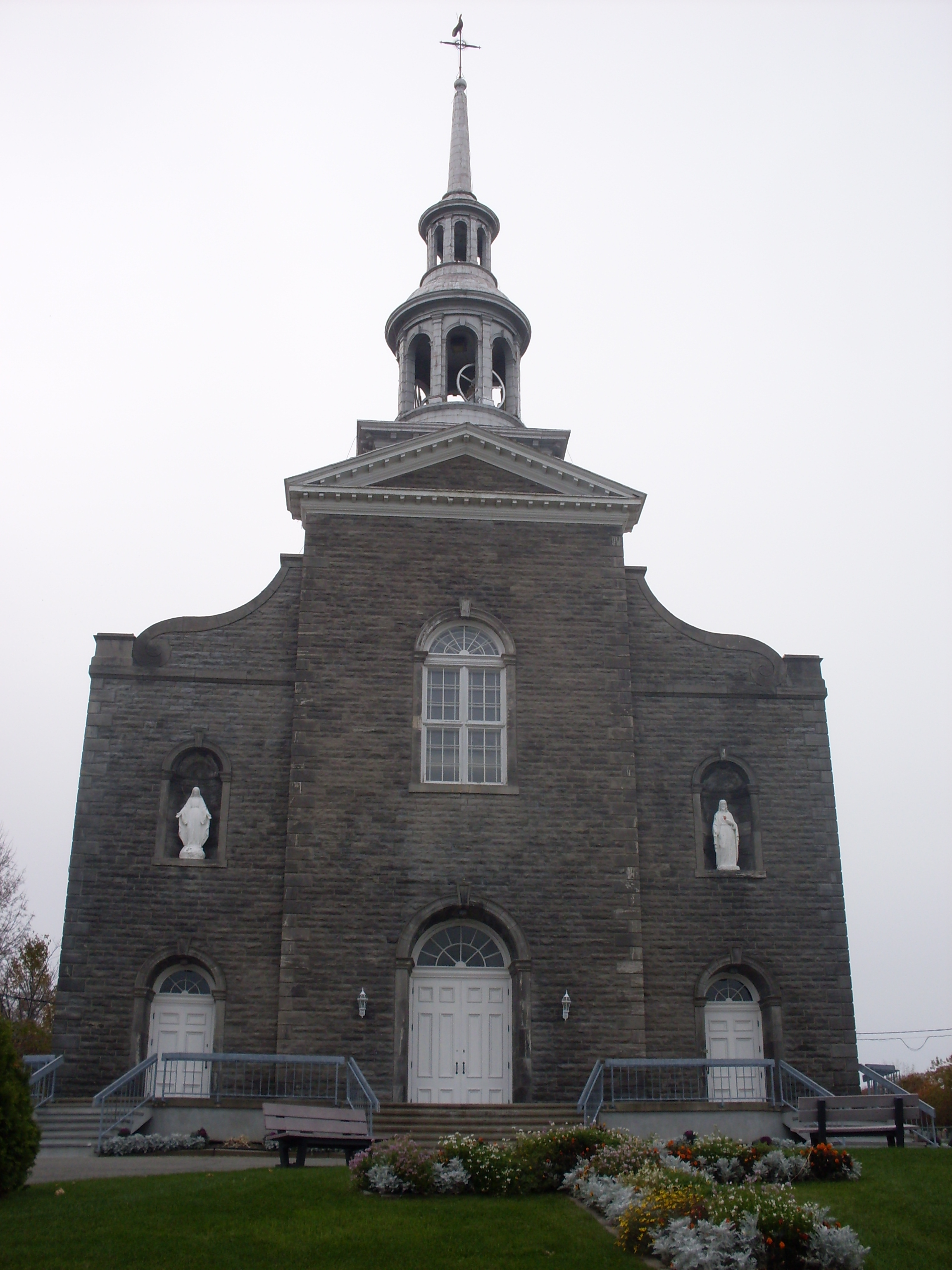
Iglesia Saint-Joseph

En Nueva Francia, los Sulpicianos, señores de  Lac-des-Deux-Montagnes desde 1717, concedieron las primeras tierras en Côte Saint-Joseph, cerca la límite este del señorío, en 1782. Durante 11 años hasta 1793, 81 tierras fueron concedidas. En 1803, el camino de la Côte Saint-Joseph fue prolongado hasta el pueblo vecino de Saint Benoît. La parroquia católica de Saint-Joseph fue creada en 1853 por separación de las parroquias de Saint-Eustache y de Saint-Benoît. El municipio de parroquia de Patronage-de-Saint-Joseph fue instituido en 1856. El mismo año, la oficina de correos abrió con el nombre de Saint-Joseph-du-Lac, que se volvió la denominación que se impuso en el idioma popular.

## Política

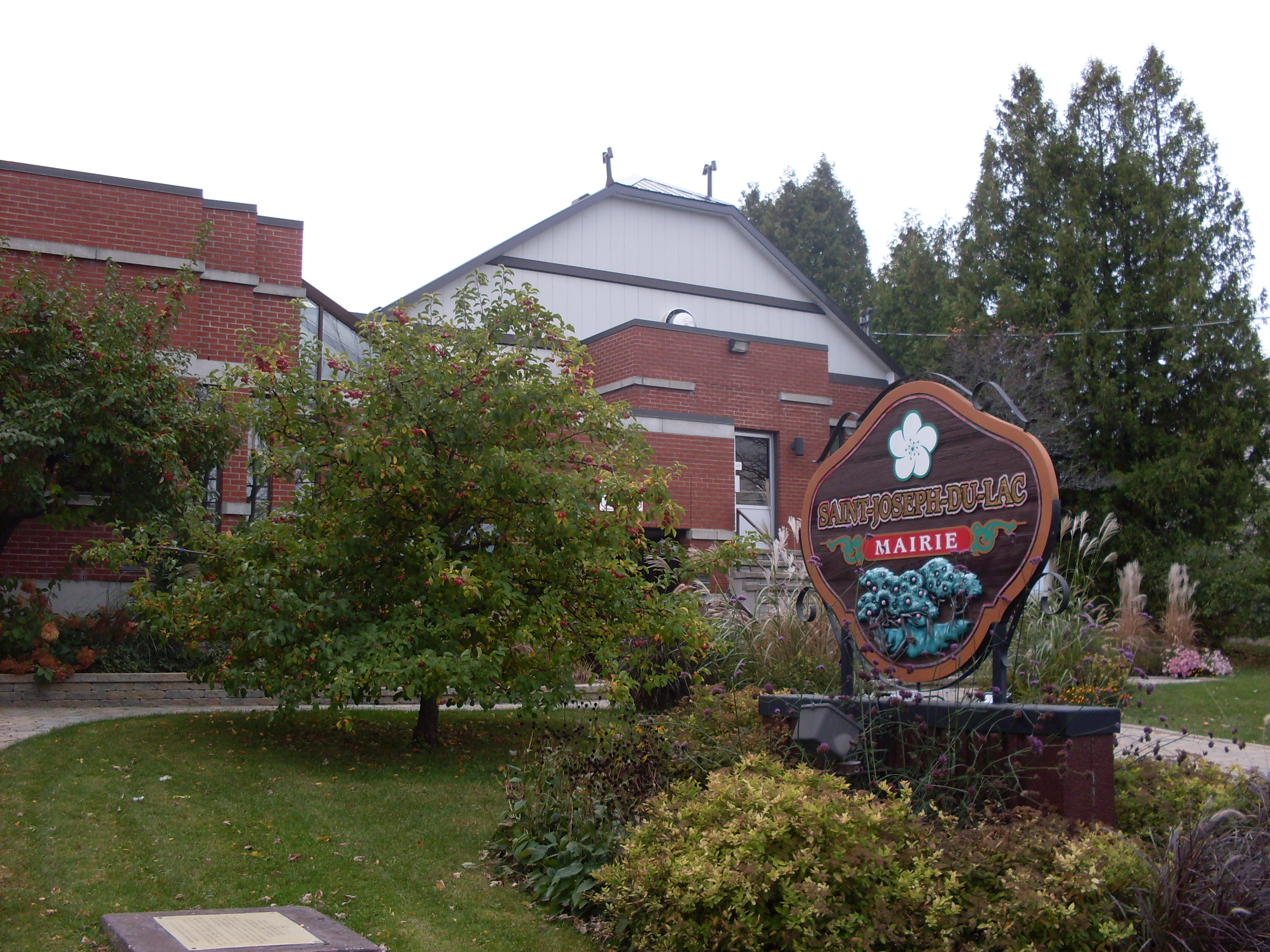
Ayuntamiento de Saint-Joseph-du-Lac

El consejo municipal se compone del alcalde y de seis consejeros representando distritos territoriales. El alcalde actual (2015) es Benoit Proulx, que sucedió a Alain Guindon en 2013.
|                 | 2005-2009        | 2009-2013             | 2013-2017                              |
| Alcalde         | Alain Guindon    | Alain Guindon         | Benoit Proulx                          |
| 1 – La Baie     | Claude Giguère   | Marie-Ève Surprenant# | Marie-Ève Surprenant#* Alain Théorêt** |
| 2 – Les Sables  | Benoît Proulx    | Benoît Proulx#        | Donald Robinson#                       |
| 3 – Les Coteaux | Chantal Lavallée | Sylvie D’Amours#      | Michel Thorn#                          |
| 4 – La Vallée   | Donald Robinson  | Donald Robinson#      | Marie-Ève Corriveau#                   |
| 5 – Le Berceau  | Paul Trudel      | Nicolas Villeneuve    | Nicolas Villeneuve#                    |
| 6 – Le Domaine  | Joël Brassard    | Joël Brassard#        | Louis-Philippe Marineau#               |

* Al inicio del termo pero no al fin.  ** Actual o al fin del termo pero no al inicio.  # En el partido del alcalde (2009 y 2013).
A nivel supralocal, Saint-Joseph-du-Lac forma parte del MRC de Deux-Montagnes. Está incluso en la Comunidad metropolitana de Montreal. El territorio del municipio está ubicado en la circunscripción electoral de Mirabel a nivel provincial y de Mirabel también a nivel federal (Argenteuil—Papineau—Mirabel antes de 2013).

## Demografía
Según el censo de Canadá de 2011, Saint-Joseph-du-Lac contaba con 6195 habitantes. La densidad de población estaba de 149,7 hab./km². Entre 2006 y 2011 hubo un aumento de 1237 habitantes (24,9 %). En 2011, el número total de inmuebles particulares era de 2325, de los cuales 2268 estaban ocupados por residentes habituales, otros siendo en mayor parte residencias secundarias.
Evolución de la población total, 1991-2015

## Economía
El cultivo de manzanas y la producción de sidra son importantes actividades agrícolas locales.

## Sociedad

### Personalidades
- Yolande D. Legault (1941-), política
- Sylvie D’Amours (1960-), política